# مارک پاژو
مارک پاژو (فرانسوی: Marc Pajot‎؛ زادهٔ ۲۱ سپتامبر ۱۹۵۳) قایقران قایق بادبانی اهل فرانسه بود.